# Associação Galega de Esgrima Antiga e Artes Marciais Históricas Europeias
A Associação Galega de Esgrima Antiga e Artes Marciais Históricas Europeias (AGEA), em galego, Asociación Galega de Esgrima Antiga e Artes Marciais Historicas Europeas, é uma federação de clubes dedicados ao estudo e treino das AMHE na Galiza.
Os trabalhos de investigação da AGEA são publicados na AGEA Editora, uma das poucas casas editoriais especializadas em HEMA no mundo. A AGEA Editora é também o principal referente mundial de pesquisa e publicação acerca das artes marciais ibéricas do barroco, e particularmente a Verdadeira Destreza.
Devido à particularidade linguística da Galiza, onde a maioria da população é bilíngue em galego (português) e espanhol, a AGEA situa-se no ponto de conexão entre as comunidades de AMHE hispanófona e lusófona. As parcearias entre coletivos galegos e portugueses ou brasileiros não são infrequentes.
O principal evento promovido pela AGEA é o Encontro Internacional «Torre de Hércules», que costuma ter lugar nos inícios de agosto na cidade da Corunha. Este encontro consiste em aulas de iniciação e aperfeiçoamento ministradas por instrutores dos grupos galegos de AMHE, bem como por instrutores internacionais trazidos ex-professo. Costuma ter um atendimento por volta da meia centena de artistas marciais vindos da Galiza e do resto da Europa, o que o coloca como um evento de tamanho médio, mas bem comunicado.

## Salas filiadas
Fazem parte da AGEA clubes ou salas nas principais cidades da Galiza:
- Academia da Espada na Corunha
- Arte do Combate e a Escola de Artes Marciais Europeas de Compostela em Santiago de Compostela
- Asociación Lucense de Esgrima Antiga em Lugo
- Asociación Naronesa de Esgrima Antiga em Narón
- Asociación Ourensá de Esgrima Antiga em Ourense
- Sala Viguesa de Esgrima Antiga em Vigo